# Janko Žirovnik
Janko Žirovnik, slovenski zbiralec ljudskih pesmi, učitelj in sadjar, * 7. februar 1855, Kranj, † 27. oktober 1946, Kranj.

## Življenje in delo
Gimnazijo je obiskoval v Kranju (1866–1870) in nato učiteljišče v Ljubljani (1870–1873), kjer ga je za glasbo navdušil A. Nedvěd. Po končanem učiteljišču je poučeval v Škofji Loki (1873), Ljutomeru (1873–1874) in Starem trgu pri Ložu (1874–1877), nato je bil nadučitelj v Begunjah pri Cerknici (1877–1880), Zgornjih Gorjah pri Bledu (1880–1890), Šentvidu pri Ljubljani (1890–1909), nazadnje do upokojitve 1924 pa v Borovnici. Po upokojitvi se je preselil v Kranj in tam še nekaj let vodil šolo Glasbene matice. Leta 1935 je bil imenovan za častnega meščana Kranja.
V krajih, kjer je služboval, je tudi ustanavljal in vodil pevske zbore ter od 1880 zapisoval ljudske pesmi, največ v Zgornjih Gorjah in Šentvidu. Besedila in napeve je pošiljal K. Štreklju in Odboru  z napevi za zbiranje slovenskih narodnih pesmi, delujočim v letih 1906–1913. Del zapisov je sam harmoniziral po pravilih štiriglasnega stavka in te preproste priredbe objavil v zbirkah, namenjenim nešolanim zborom (Narodne pesmi z napevi, Narodne pesmi za mladino), ki so izšle v več zvezkih in izdajah. Bil pa je tudi izvrsten vrtnar in sadjar, ter poleg pedagoških člankov pisal tudi o teh svojih izkušnjah.